# Hassan Yebda
Hassan Yebda (arabisch حسان يبدة, DMG Ḥassān Yabda; * 14. Mai 1984 in Saint-Maurice, Département Val-de-Marne) ist ein ehemaliger französisch-algerischer Fußballspieler. Er spielte bevorzugt im Mittelfeld.

## Karriere

### Im Verein
Yebda begann seine Karriere in der Jugend von AJ Auxerre. 2003 kam er in die erste Elf, konnte sich aber nicht durchsetzen und wechselte nach zwei Jahren per Leihe zum Zweitligisten Stade Laval. Trotz Abstiegs schöpfte er sein Potenzial aus und wechselte zur Saison 2006 zu Le Mans FC.
Nachdem Hassan Yebda auch dort erfolgreich war, wechselte er nur ein Jahr später ablösefrei zum portugiesischen Rekordmeister Benfica Lissabon, wo er am 29. Mai 2008 einen Vier-Jahres-Vertrag unterschrieben hat. Im September desselben Jahres wurde er dann zum „Spieler des Monats“ gewählt. Sein erstes Ligator schoss er gegen den Erzrivalen aus dem Norden, FC Porto.
Zur Saison 2009/10 wurde er von der Neuverpflichtung Javi García verdrängt und an den englischen Erstligisten FC Portsmouth verliehen. Nachdem die „Pompeys“ aus der Premier League abgestiegen waren, verlieh ihn Benfica für ein Jahr zum SSC Neapel.
Im August 2011 wurde bekannt, dass er zum spanischen Erstligisten FC Granada wechselt.
In der Winterpause der Saison 2013/14 schloss er sich auf Leihbasis dem Serie-A-Verein Udinese Calcio an. Die Saison 2014/15 verbrachte er dann bei Al-Fujairah SC in den Vereinigten Arabischen Emiraten.
Danach war er ein Jahr ohne Verein und schloss sich für zwei Spielzeiten Belenenses Lissabon zum Ende seiner Karriere an.

### In der Nationalmannschaft
Yebda wurde zur U-17-Fußball-Weltmeisterschaft 2001 in Trinidad und Tobago in die französische Nationalmannschaft berufen. Dort absolvierte er fünf Spiele der ersten und zweiten Runde. Im weiteren Verlauf des Turniers wurde er mit seinem Land U-17-Fußball-Weltmeister. Im Oktober 2009 wurde er erstmals in die algerische Nationalmannschaft berufen und gab im folgenden WM-Qualifikationsspiel gegen Ruanda sein Länderspieldebüt.
Außerdem war er Stammspieler bei der WM in Südafrika und kam bei allen drei Partien zum Einsatz, ehe Algerien dann als Tabellenletzter ausschied. Nach 25 Länderspielen, in denen er zwei Tore erzielen konnte, beendete er 2014 seine Karriere in der Nationalmannschaft.

## Titel und Erfolge

### Verein
Benfica Lissabon:
- Portugiesischer Superpokalsieger: 2009

### Nationalmannschaft
- U-17-Weltmeister: 2001

### Persönliche Erfolge
- Spieler des Monats (September 2008)